# Паутина страха
Паутина страха (англ. The Web of Fear) — пятая серия пятого сезона британского научно-фантастического телесериала «Доктор Кто», состоящая из шести эпизодов, которые были показаны в период с 3 февраля по 9 марта 1968 года. Пять эпизодов сохранились в архивах Би-би-си, а третий был утрачен и доступен лишь в виде реконструкции.

## Сюжет
Примерно через 40 лет после своей экспедиции в Тибет (Ужасные снежные люди), уже старый профессор Трэверс в процессе изучения реактивирует управляющую сферу. Она активирует тибетского робота-йети из частной коллекции в Лондоне, и тот сбегает. Через некоторое время Лондон накрывает сильный туман, и по метро Лондона начинает распространяться смертельный паутиноподобный грибок. Профессора доставляют в убежище под станцией Гудж-стрит, где находится также его дочь Анна. Также там находятся капитан Найт, начальник военного подразделения, штабс-сержант Арнольд и Гарольд Чорли, единственный журналист, которому позволено освещать ситуацию.
После событий в конце серии «Враг мира», Джейми удаётся закрыть двери ТАРДИС, стабилизируя её полёт. ТАРДИС материализуется в открытом космосе, постепенно покрываясь паутиной. Как только паутина отступает, Доктору удаётся направить ТАРДИС по её курсу, приземлив её на станции Ковент-Гарден, тёмной и заброшенной, а город снаружи кажется совсем покинутым.
Доктор и компаньоны продвигаются через туннели, вскоре встречая военных, пытающихся остановить распространение грибка при помощи обрушения туннеля с помощью взрывчатки, заложенной на станции Чаринг-Кросс, но её нейтрализовывают йети с помощью распылителя паутины, и Доктор понимает: здесь присутствует и Великий Разум, который и направил ТАРДИС в метро Лондона, что является частью плана по завоеванию Земли. Найт, Арнольд и Чорли подозревают Доктора, Джейми и Викторию в саботаже взрыва. Профессор Трэверс, узнавший их после встречи в Тибете, убеждает Найта в том, что Доктор — ключ к победе над йети.
К группе вскоре присоединяются Полковник Летбридж-Стюарт и рядовой Эванс, единственные выжившие после атаки на конвой с амуницией на станции Холборн. Летбридж-Стюарт принимает командование штабом от Найта. А тем временем паутина быстро распространяется, захватывая уже почти всю Кольцевую линию. Доктор обнаруживает маячок, привлекающий йети, убеждая его, что кто-то в штабе в сговоре с Великим Разумом. Тем временем, Чорли, узнав, что ТАРДИС находится на Ковент-Гарден, бросается на поиски её; Доктор, Джейми, Виктория и Эванс бегут на его перехват. Но ТАРДИС отрезана от героев паутиной. А тем временем на базу нападают йети, похищая профессора.
Доктор информирует полковника и Найта о Великом Разуме и ТАРДИС, и полковник решает достать ТАРДИС со станции, надеясь на то, что это поможет им сбежать. Полковник ведёт войска наверх, а Арнольд, Эванс и капрал Лейн вместе с багажной тележкой идут вывозить ТАРДИС. Доктор и Анна пытаются сделать устройство для блока сигнала Разума, и Доктор понимает, что у него мало компонентов, и требует Найта отвести его наверх на поиски.
Арнольд и Лейн надевают противогазы и идут через плесень с тележкой, но когда они входят, Эванс слышит вопли, вытягивает тележку и видит мёртвого Лейна и пропавшего Арнольда. На поверхности после атаки роботов выживает лишь Летбридж-Стюарт, а при поиске компонентов погибает и Найт. Доктор находит в его кармане маячок йети. После возвращения полковника в штаб Доктор находит и в его кармане маячок. В этот момент вламываются два йети вместе с профессором Трэверсом, который находится под контролем Великого Разума.
Через профессора Великий Разум объясняет, что хочет высосать разум Доктора, чтобы получить все его познания о времени и пространстве. Если Доктор не подчинится ему, то он высосет разумы Джейми и Виктории. Разум даёт Доктору 20 минут на то, чтобы сдаться. Трэверса отпускают от контроля и берут как заложника вместе с Викторией на станцию Пикадилли Серкус. Доктор и Анна продолжают работать над пультом управления йети и удачно перепрограммируют сферу, которую они вставляют в дезактивированного йети, получая послушного, управляемого голосом союзника.
Арнольд как-то выжил в паутине, и встречается с полковником и Джейми. Все трое возвращаются в штаб, но не находят там Доктора и Анну. В этот момент паутина врывается в штаб, затапливая убежище. Летбридж-Стюарт, Джейми, Арнольд и Эванс встречаются с Доктором и Анной, и всех их захватывают в заложники, отводя их на станцию Пикадилли. Арнольду удаётся уйти, и тот встречает Чорли, который бродит по туннелям и уже начинает сходить с ума.
Предателем оказывается вернувшийся Арнольд, который был убит, а его труп реанимировал Разум. Доктор повинуется Разуму, садится в пирамидоподобную машину, которая должна высосать его разум. Но Джейми призывает йети-союзника, тот атакует Арнольда, а остальные пытаются вытащить Доктора из машины, но тот сопротивляется. Пирамида взрывается, а йети и Арнольд без связи с Разумом падают на пол. Все счастливы, кроме Доктора, который объясняет, что саботировал цепь, и поглотил бы сам Разум, а теперь тот просто рассеялся в космосе. Доктор, Джейми и Виктория прощаются и отбывают на ТАРДИС.

## Трансляции и отзывы
| Эпизод            | Дата показа     | Продолжительность | Телезрители (в миллионах) | Archive                            |
| ----------------- | --------------- | ----------------- | ------------------------- | ---------------------------------- |
| «Эпизод 1»        | 3 февраля 1968  | 24:53             | 7,2                       | 16mm t/r                           |
| «Эпизод 2»        | 10 февраля 1968 | 24:38             | 6,8                       | 16mm t/r                           |
| «Эпизод 3»        | 17 февраля 1968 | 24:34             | 7                         | Only stills and/or fragments exist |
| «Эпизод 4»        | 24 февраля 1968 | 24:50             | 8,4                       | 16mm t/r                           |
| «Эпизод 5»        | 2 марта 1968    | 24:19             | 8                         | 16mm t/r                           |
| «Эпизод 6»        | 9 марта 1968    | 24:41             | 8,3                       | 16mm t/r                           |
| [ 1 ] [ 2 ] [ 3 ] |                 |                   |                           |                                    |